# دلیری (فیلم ۱۹۳۰)
«دلیری» (انگلیسی: Courage) فیلمی در ژانر درام به کارگردانی آرچی مایو است که در سال ۱۹۳۰ منتشر شد.
از بازیگران آن می‌توان به بل بنت، ماریان نیکسون، ریچارد تاکر، و رکس بل اشاره کرد.